# ۱۴۱۸ (میلادی)
۱۴۱۸ (میلادی) هزار و چهارصد  و هجدهمین سال تقویم میلادی است.
‎